# Titan Airways
Titan Airways est une compagnie aérienne britannique charter fondée en 1988. Son siège social se situe à l'aéroport de Londres Stansted en Angleterre.
La compagnie a une flotte diverse et effectue le transport de passagers ainsi que le transport de fret, notamment pour le Royal Mail.
En ce qui concerne le transport des passagers, la compagnie répond aux demandes de vols pour le compte de particuliers, d’entreprises, de tour opérateurs, d’équipes sportives, et d’autres compagnies aériennes qui affrètent des avions Titan Airways en ACMI.

## Flotte

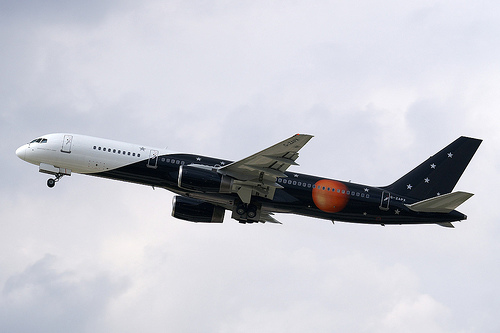
Titan Airways Boeing 757-200

La flotte de Titan Airways se compose des appareils suivants au mois de janvier 2019:

## Destinations
La compagnie assure des vols affrétés de manière saisonnière au départ de l’Angleterre pour des divers voyagistes. Pendant l’été, il s’agit des vols à destination des aéroports de Lourdes, de Dalaman et de Figari et pendant l’hiver il s’agit des vols à destination de Chambéry, Grenoble et Turin.
À part ces vols affrétés de manière régulière, la compagnie transporte des passagers de façon ponctuelle partout dans le monde et compte parmi ses clients des personnages connus du monde du film, de la musique, du sport et de la politique.